# Oceania (Björk)
Oceania è un singolo promozionale della cantante islandese Björk, estratto dall'album Medúlla.

## Descrizione
È stata scritta appositamente per la cerimonia di apertura della XXVIII Olimpiade ad Atene. Come tutte le canzoni contenute nell'album, la canzone è composta solo dal suono della voce umana e, in particolare, in questo caso hanno partecipato alla realizzazione un coro di Londra e un famoso beatboxer inglese, Shlomo. Il testo della canzone è stato scritto insieme ad un amico e collaboratore della cantante, Sjón; è una descrizione dell'evoluzione umana vista e commentata dal punto di vista dell'acqua, da cui tutto ha avuto origine. Oceania è l'ultima canzone appartenente al gruppo composto da Human Behaviour, Isobel e Bachelorette. La canzone ha avuto una nomination ai Grammy Award del 2005.
In occasione del Björk Orkestral, serie di concerti del 2021 in cui ha celebrato la sua carriera, Björk ha affermato sulla canzone:

## Video musicale
Il video, diretto da Lynn Fox, mostra una Björk immersa nelle profondità dell'oceano, con un vestito incrostato di gioielli e con creature multicolori che la circondano e la sovrastano.

## Versioni
- Album Version – 3:24
- Piano & Vocal Mix – 3:04
- Radio Mix Featuring Kelis – 2:55
- Olympic Studio Version – 3:14